# Boophis brachychir
Boophis brachychir (Boettger, 1882) è una rana della famiglia Mantellidae, endemica del Madagascar.

## Descrizione
È una specie di dimensioni medio-piccole, lunga 45–50 mm.
 
Ha una livrea di colore beige, talora leggermente tendente all'arancio, tipicamente con una larga macchia centrale più scura. La pelle è liscia, con dei tubercoli spinosi appena accennati su gomiti e ginocchia. Il sacco vocale dei maschi è moderatamente distensibile.

## Distribuzione e habitat
La specie è endemica del Madagascar settentrionale ove ha un areale molto frammentato, con un range di altitudine che va dal livello del mare sino a 1.600 m.
Si adatta ad habitat molto vari, dalla foresta pluviale, alla foresta decidua secca, alla savana, prediligendo le zone in prossimità dei corsi d'acqua.

## Biologia
Ha abitudini notturne.
I maschi emettono il loro richiamo di accoppiamento da posizione elevata 1–2 m, nella vegetazione in prossimità dei torrenti. Dopo l'accoppiamento la femmina depone le uova in acqua.
Il richiamo consiste di una nota sostenuta, lamentosa, seguita da una più breve, ripetute in serie.

## Conservazione
La IUCN Red List classifica Boophis brachychir come specie vulnerabile.